# Июльская колонна

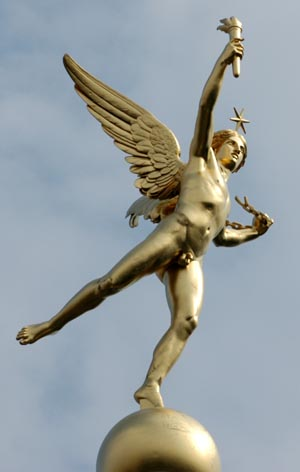
«Гений свободы» работы Огюста Дюмона

Июльская колонна (фр. Colonne de Juillet) — монумент на площади Бастилии в 4-м округе Парижа (на границе с XI и XII округами). Была построена в память о «трёх славных днях» Июльской революции — 27, 28 и 29 июля 1830 года, когда был свергнут король Карл X и на трон взошёл «король-гражданин» Луи-Филипп I.
Несмотря на распространённое мнение, колонна не имеет никакого отношения к революционным событиям 1789 года — взятию Бастилии.

## Проект
Идея соорудить колонну на новой площади, образовавшейся после разрушения Бастилии, возникала ещё в 1792 году. Бонапарт, тогда ещё генерал, предложил построить на этом месте фонтан в виде колоссального слона с башней на спине (традиционный символ военной мощи), и некоторое время здесь действительно стояла гипсовая модель этого памятника, увековеченная Виктором Гюго в романе «Отверженные». Незавершённый монумент медленно разрушался но только в 1833 году Луи-Филипп распорядился воздвигнуть мемориальную колонну. Проект был выполнен архитектором Жан-Антуаном Алавуаном, постройкой и декорированием занимался Жозеф-Луи Дюк. Круглый пьедестал колонны — неосуществлённый фонтан со слоном. Торжественное открытие Июльской колонны состоялось в 1840 году.

## Описание
На вершине бронзовой колонны находится позолоченный «Гений свободы» работы Огюста Дюмона, а у основания — барельефы скульптора Антуана-Луи Бари.
Внизу колонны прикреплена мемориальная доска:

Во славу французских граждан, с оружием в руках сражавшихся в защиту гражданских свобод в памятные дни 27, 28, 29 июля 1830 года.
Оригинальный текст (фр.)À la gloire des citoyens français qui s'armèrent et combattirent pour la défense des libertés publiques dans les mémorables journées des 27, 28, 29 juillet 1830

Золотыми буквами на ней высечены имена парижан, погибших во время боёв на уличных баррикадах в июле 1830 года.
В основании колонны был устроен склеп, в котором покоятся останки 504 жертв Июльской революции 1830 года. К ним добавилось около двухсот павших во время Революции 1848 года.